# Simosthenurus occidentalis
Espèce
Simosthenurus occidentalis est une espèce fossile de marsupiaux de la famille des Macropodidae ayant vécu au Pléistocène.

## Description

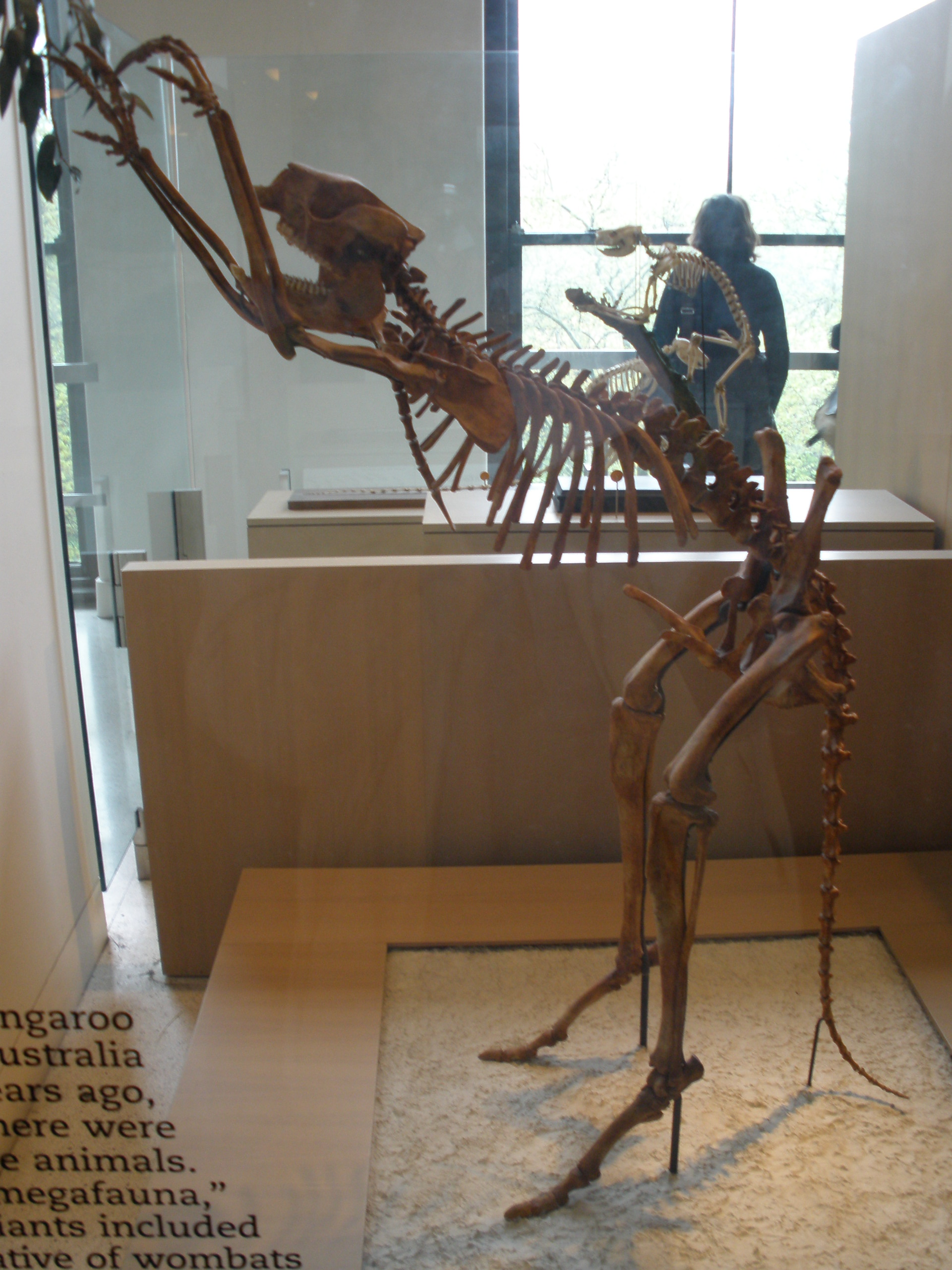
Squelette complet de Simosthenurus occidentalis.

Comme Procoptodon goliah, il possédait un seul ongle à chaque patte. Simosthenurus occidentalis  se nourrissait principalement de feuilles d'eucalyptus  comme les koalas actuels.

## Classification
Le nom valide complet (avec auteur) de ce taxon est Simosthenurus occidentalis Glauert, 1910.
Simosthenurus occidentalis est l'espèce type du genre Simosthenurus.